# Apoldu de Jos
Apoldu de Jos is een Roemeense gemeente in het district Sibiu.
Apoldu de Jos telt 1499 inwoners.